# Ulee Meuria (Meurah Mulia)
Ulee Meuria is een bestuurslaag in het regentschap Aceh Utara van de provincie Atjeh, Indonesië. Ulee Meuria telt 351 inwoners (volkstelling 2010).